# Platyrrhinus
Platyrrhinus is een geslacht van zoogdieren uit de familie van de bladneusvleermuizen van de Nieuwe Wereld (Phyllostomidae). De wetenschappelijke naam van het geslacht werd in 1860 gepubliceerd door Henri de Saussure.

## Soorten
Er worden 19 soorten in dit geslacht geplaatst:
- Platyrrhinus albericoi Velazco, 2005
- Platyrrhinus angustirostris Velazco, Gardner, & Patterson, 2010
- Platyrrhinus aquilus (Handley & Ferris, 1972)
- Platyrrhinus aurarius (Handley & Ferris, 1972)
- Platyrrhinus brachycephalus (Rouk & Carter, 1972)
- Platyrrhinus dorsalis (O. Thomas, 1900)
- Platyrrhinus fusciventris Velazco, Gardner, & Patterson, 2010
- Platyrrhinus guianensis Velazco & Lim, 2014
- Platyrrhinus helleri (Peters, 1866)
- Platyrrhinus incarum (O. Thomas, 1912)
- Platyrrhinus infuscus (Peters, 1880)
- Platyrrhinus ismaeli Velazco, 2005
- Platyrrhinus lineatus (É. Geoffroy, 1810)
- Platyrrhinus masu Velazco, 2005
- Platyrrhinus matapalensis Velazco, 2005
- Platyrrhinus nitelinea Velazco & Gardner, 2009
- Platyrrhinus recifinus (O. Thomas, 1901)
- Platyrrhinus umbratus (Lyon, 1902)
- Platyrrhinus vittatus (Peters, 1859)